# إيليسيو برادو
إيليسيو برادو (بالإسبانية: Eliseo Prado) (مواليد 17 سبتمبر 1929) هو لاعب كرة قدم. يلعب مع منتخب الأرجنتين لكرة القدم. سبق له أن لعب في كأس العالم لكرة القدم مع منتخب بلاده.

## روابط خارجية
- إيليسيو برادو على موقع الاتحاد الدولي (مؤرشف)  (الإنجليزية)
- إيليسيو برادو على موقع قاعدة بيانات كرة القدم.إي يو (الإنجليزية)
- إيليسيو برادو على موقع ناشيونال فوتبول تيمز (الإنجليزية)
- إيليسيو برادو على موقع عالم كرة القدم.نت (الإنجليزية)